# Maria z Montferratu
Maria z Montferratu, zw. La Marquise, fr. Marie de Montferrat, wł. Maria del Monferrato (ur. 1192 lub 1193, zm. 1212) – królowa Jerozolimy od 1205.
Jedyna córka Konrada z Montferratu i jego trzeciej żony Izabeli Jerozolimskiej. W chwili narodzin została następczynią tronu jerozolimskiego, a po śmierci matki w 1205 została formalnie królową. W 1210 poślubiła Jana z Brienne i została koronowana. Matka Izabeli II (Jolanty), żony cesarza Fryderyka II.

## Pochodzenie i losy do śmierci matki
Matce Marii, Izabeli, w 1190 po śmierci siostry Sybilli przypadły prawa do korony jerozolimskiej. W tym czasie była ona żoną Onufrego z Toronu, ale pod naciskiem części baronów małżeństwo unieważniono. 24 listopada 1190 Izabela poślubiła Konrada z Montferratu.
Konrad zginął 28 kwietnia 1192 zamordowany przez asasynów. W tym czasie Izabela była w ciąży. Już osiem dni po śmierci męża, 5 maja, wyszła za mąż za Henryka II z Szampanii. Maria z Montferratu urodziła się jako pogrobowiec. Dokładna data jej narodzin nie jest znana. Możliwe jest, że urodziła się w jeszcze 1192, jak i dopiero w 1193. Od tytułu ojca zwano ją „La Marquise”.
W 1194 ojczym Marii, Henryk II, zawarł ścisły sojusz z Amalrykiem, nowym królem Cypru. Przypieczętowały go zaręczyny Gwidona, syna Amalryka, z Marią z Montferratu. Jej dwie młodsze przyrodnie siostry – Alicję i Filipę z Szampanii – zaręczono z kolejnymi synami Amalryka: Janem i Hugonem. Zaręczyny następczyni tronu jerozolimskiego z następcą tronu cypryjskiego dawały nadzieję na unię obu państw w następnym pokoleniu. Jednak Gwidon, narzeczony Marii, zmarł w dzieciństwie.
W 1197 zmarł Henryk z Szampanii. W 1198 Izabela wyszła za mąż po raz czwarty, za Amalryka, króla Cypru. Owdowiała 1 kwietnia 1205, sama zaś zmarła niedługo później.
Z trzeciego małżeństwa z Henrykiem II z Szampanii Izabelę przeżyły dwie córki – Alicja i Filipa. Także z czwartego małżeństwa z Amalrykiem II, królem Cypru i Jerozolimy, przeżyły ją jedynie córki – Sybilla i Melisanda. W takiej sytuacji trzynastoletnia Maria jako następczyni matki została królową Jerozolimy. Godność bajlifa (regenta) objął przyrodni brat zmarłej władczyni – Jan z Ibelinu, senior z Bejrutu. Dawniej pytanie, czy wyznaczyła go przed śmiercią Izabela, czy też wybrali go baronowie, uważano za otwarte. Obecnie badacze stoją na stanowisku, że po śmierci Amalryka baronowie jerozolimscy wybrali Jana z Ibelinu na bajlifa, a królowa Izabela zaakceptowała ten wybór.

## Zaręczyny i ślub z Janem z Brienne

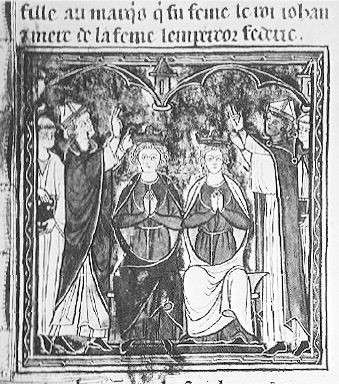
Koronacja Marii i jej męża Jana z Brienne

Okres regencji Jana z Ibelinu był okresem spokoju w dziejach Królestwa Jerozolimskiego. Źródła podają sprzeczne podstawy jego rządów. Zdaniem jednych był regentem ze względu na małoletniość Marii, zdaniem innych ze względu na fakt, że jego siostrzenica nie była zamężna.
W 1208, gdy Maria miała siedemnaście lat, do Francji udało się poselstwo na czele z Florencjuszem, biskupem Akki, i Aymarem, seniorem Cezarei. Posłowie poprosili króla Francji Filipa II Augusta, aby wyznaczył odpowiedniego kandydata do ręki Marii. Wiosną 1210 król zawiadomił, że wybór padł na Jana z Brienne, rycerza z Szampanii, starszego od Marii. Według starszych opracowań Jan z Brienne był w tym czasie około sześćdziesięcioletnim mężczyzną. W nowszych wskazuje się, że w chwili ślubu miał około 35 lat, czyli różnica wieku między narzeczonymi wynosiła około 16 lat. Filip August i papież Innocenty III ofiarowali mu w wianie po 40 tysięcy funtów srebra.
13 września 1210 Jan przybył do Akki. Następnego dnia zawarł związek małżeński z Marią. Ślubu udzielił im patriarcha jerozolimski Albert. 3 października w Tyrze odbyła się uroczysta koronacja Marii i Jana.

## Narodziny córki i śmierć
W 1212 Maria urodziła córkę Izabelę, zwaną przez zachodnie źródła Jolantą. Krótko potem zmarła, przypuszczalnie na skutek komplikacji poporodowych. Formalnie następczynią Marii została jej córka, zaś Jan z Brienne sprawował rządy w jej imieniu jako regent.
Od Marii wywodziła się starsza linia królewska domu jerozolimskiego, która wygasła w 1268 na jej prawnuku Konradynie, księciu Szwabii i królu Jerozolimy, straconym w Neapolu. Po tym zdarzeniu prawa do korony jerozolimskiej przeszły na potomków przyrodniej siostry Marii, Alicji z Szampanii.

## Maria w literaturze
Maria z Montferratu była jedną z bohaterek powieści Bez oręża Zofii Kossak.

## Genealogia
| Wilhelm V z Montferratu ur. ok. 1115 zm. 1191 | Wilhelm V z Montferratu ur. ok. 1115 zm. 1191 |                                              |                                              | Judyta austriacka zm. po 1178 | Judyta austriacka zm. po 1178 |  |  | Amalryk I ur. 1136 zm. 11 VII 1174 | Amalryk I ur. 1136 zm. 11 VII 1174 |                             |                             | Maria Komnena ur. ok. 1154 zm. przed II 1217 | Maria Komnena ur. ok. 1154 zm. przed II 1217 |
|                                               |                                               |                                              |                                              |                               |                               |  |  |                                    |                                    |                             |                             |                                              |                                              |
|                                               |                                               |                                              |                                              |                               |                               |  |  |                                    |                                    |                             |                             |                                              |                                              |
|                                               |                                               | Konrad z Montferratu ur. 1146 zm. 28 IV 1192 | Konrad z Montferratu ur. 1146 zm. 28 IV 1192 |                               |                               |  |  |                                    |                                    | Izabela I ur. 1172 zm. 1205 | Izabela I ur. 1172 zm. 1205 |                                              |                                              |
|                                               |                                               |                                              |                                              |                               |                               |  |  |                                    |                                    |                             |                             |                                              |                                              |
|                                               |                                               |                                              |                                              |                               |                               |  |  |                                    |                                    |                             |                             |                                              |                                              |
|                                               |                                               |                                              |                                              |                               |                               |  |  |                                    |                                    |                             |                             |                                              |                                              |

|                                            |  | Jan z Brienne zm. 23 III 1237 OO 14 IX 1210 | Jan z Brienne zm. 23 III 1237 OO 14 IX 1210 | Maria z Montferratu ur. 1192 lub 1193 zm. 1212 | Maria z Montferratu ur. 1192 lub 1193 zm. 1212 |  |  |  |  |
|                                            |  |                                             |                                             |                                                |                                                |  |  |  |  |
|                                            |  |                                             |                                             |                                                |                                                |  |  |  |  |
|                                            |  |                                             |                                             |                                                |                                                |  |  |  |  |
| Izabela II (Jolanta) ur. 1212 zm. 2 V 1228 |  |                                             |                                             |                                                |                                                |  |  |  |  |